# モンロー主義

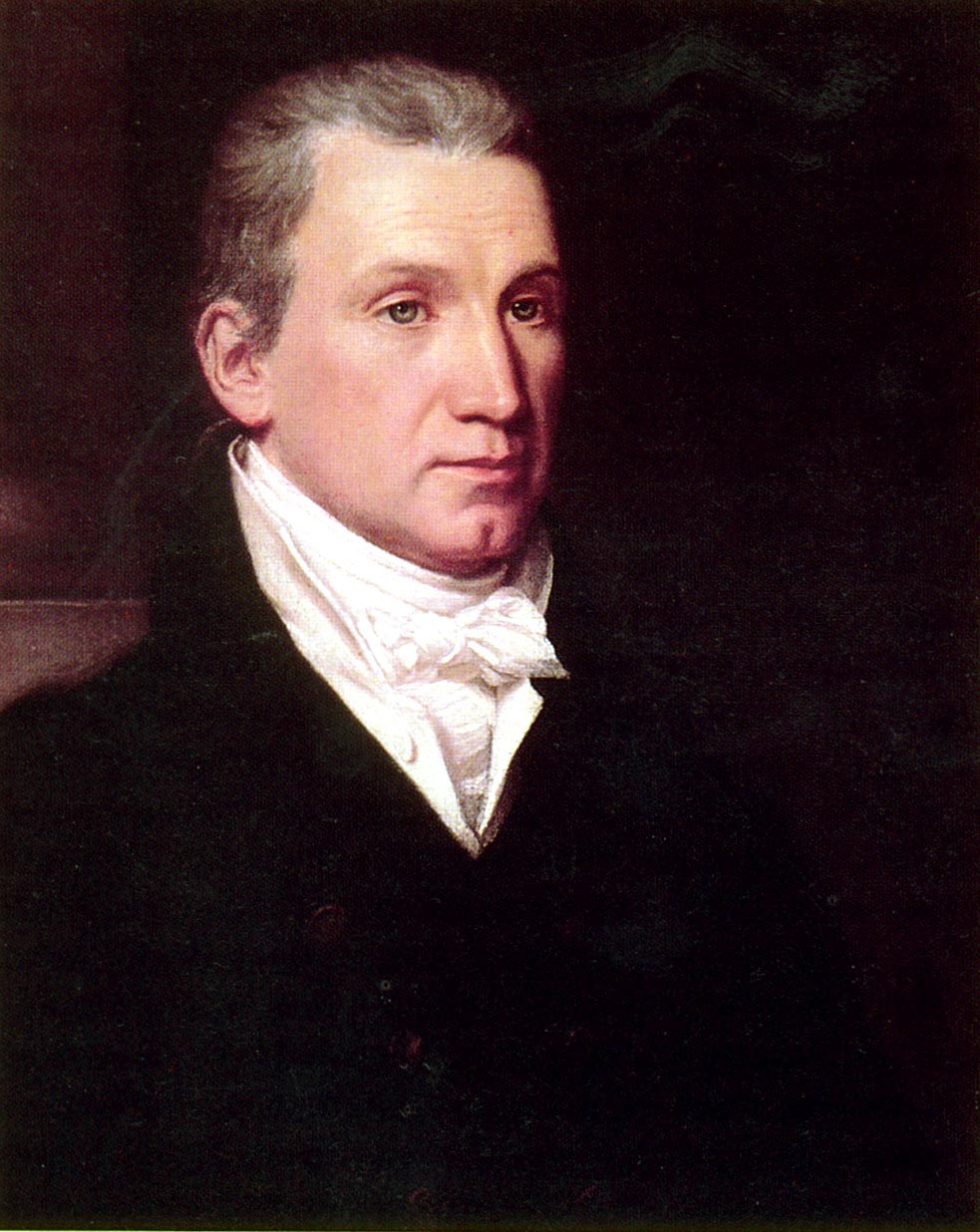
ジェームズ・モンロー

モンロー主義（モンローしゅぎ、英: Monroe Doctrine）は、アメリカ合衆国がヨーロッパ諸国に対して、アメリカ大陸とヨーロッパ大陸間の相互不干渉を提唱したことを指す。
第5代アメリカ合衆国大統領ジェームズ・モンローが、1823年に議会で行った7番目の年次教書演説で発表した。モンロー宣言と訳されることもあるが、実際に何らかの宣言があったわけではないので、モンロー教書と訳されることも多い。この教書で示された孤立主義を掲げる外交姿勢がその後のアメリカ外交の基本方針となった。原案はアメリカ合衆国国務長官ジョン・クィンシー・アダムズが起草した。

## 年次教書の概説
モンロー主義のきっかけとなった年次教書は、1823年12月2日に議会へ送られた。内容の大意は次のとおり。
- ヨーロッパ諸国の紛争に干渉しない。
- 南北アメリカに現存する植民地や属領を承認し、干渉しない。
- 南北アメリカの植民地化を、これ以上望まない。
- 現在、独立に向けた動きがある旧スペイン領に対して干渉することは、アメリカの平和に対する脅威とみなす。

## 背景と狙い

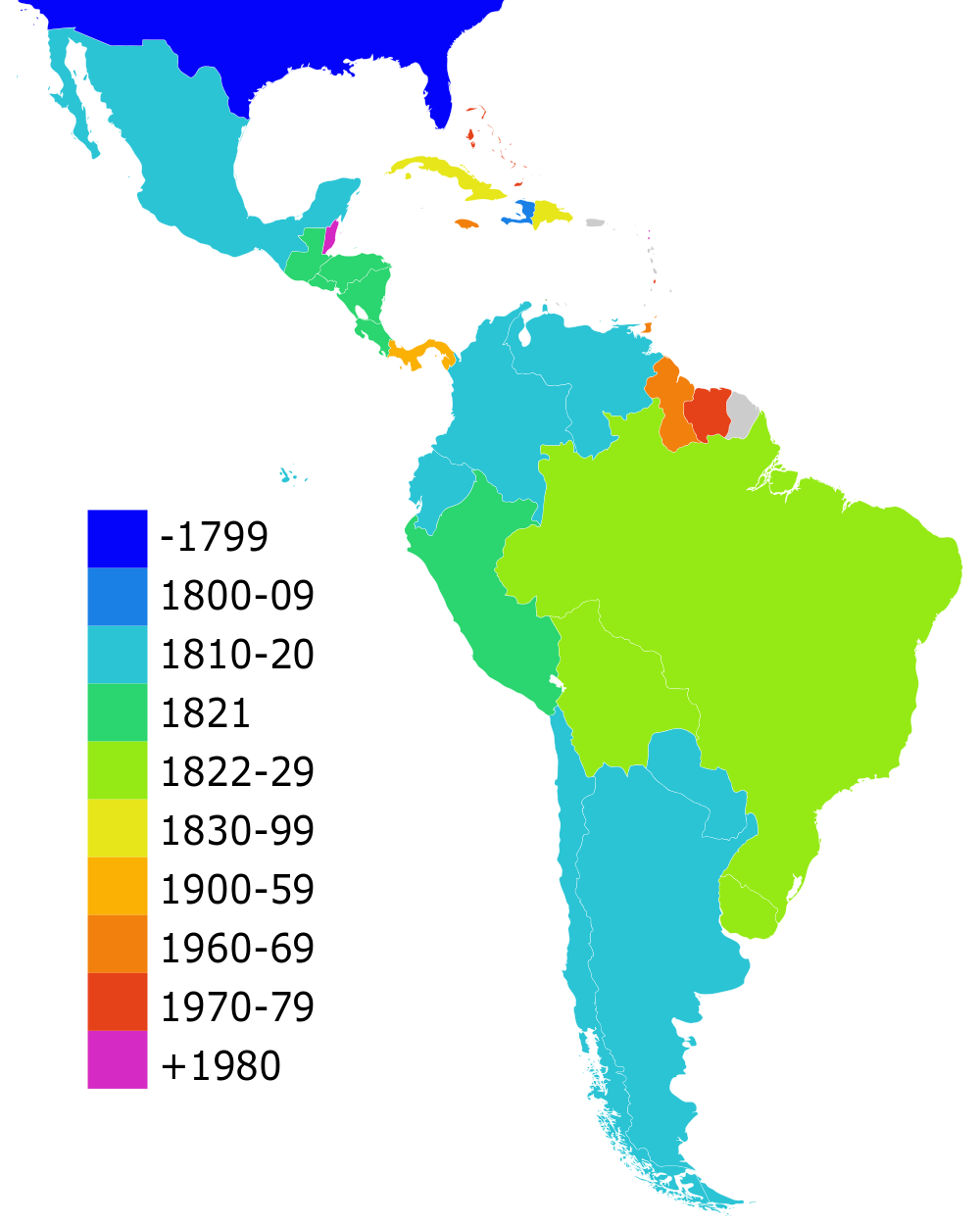
中南米諸国の独立年

19世紀前半、ラテンアメリカ各地で独立運動が起こった。19世紀初頭のナポレオン戦争（特に半島戦争）は、スペインのアメリカ植民地に対する支配力を弱め、中南米諸国は次々に独立へと動き出していった。これに対しスペイン本国は、中南米植民地での独立運動を鎮圧しようとした。ナポレオン失脚後のヨーロッパは自由主義、ナショナリズムを敵視する保守反動的なウィーン体制下にあったため、この体制を主導していたオーストリアの政治家メッテルニヒは、独立運動への干渉を図った。また、独立運動を支持する姿勢をみせていたイギリス（おもに自由党）の狙いは、ラテンアメリカに工業製品を輸出し、農産物や資源を輸入して経済力を高めることであった。こうした動きを牽制するため、モンローが年次教書において、アメリカ大陸とヨーロッパ大陸の相互不干渉を示すに至ったのである。
南北アメリカは将来ヨーロッパ諸国に植民地化されず、主権国家としてヨーロッパの干渉を受けるべきでない旨を宣言した。それはさらにヨーロッパの戦争と、ヨーロッパ勢力と植民地間の戦争に対してアメリカ合衆国は中立を保つが、植民地の新設あるいはアメリカ大陸の独立国家に対するいかなる干渉もアメリカ合衆国への敵対行為とみなすという意図を述べたものであった。
合衆国にとって、もう一つの大きな懸念材料は、アラスカ（当時はロシア領）からロシアが太平洋沿いに南下政策を図ることであった。そのため、この教書はロシアのアメリカ大陸進出に対する牽制という狙いも含んでいた。

## 冷戦下でのモンロー主義
1934年に第一次世界大戦後のバナナ戦争を終結させたフランクリン・ルーズベルト大統領によってラテンアメリカ諸国に対して内政干渉を行わないとする善隣政策が行われたが、第二次世界大戦後の1948年3月12日に発効した米州相互援助条約は冷戦構造を反映するものとなった。1951年12月13日に発効したボゴタ憲章（米州機構）によって、ラテンアメリカ諸国を軍事的にも経済的にも西側陣営に組み込んでいった。
1958年にはアメリカ合衆国の極右的な半秘密組織としてロバート・ヘンリー・ウィンボーン・ウェルチ・ジュニアを中心にジョン・バーチ・ソサエティが設立され、対外援助廃止やNATO脱退、国連反対など孤立主義的な運動を展開した。
第二次大戦後は西欧や日本が覇権運営能力を失いアメリカの庇護下に入ったため、主に相手はソ連などの共産勢力となった。冷戦時代には以下のような中南米各国への棍棒外交的な介入が行われた。
- PBSUCCESS作戦
- ピッグス湾事件
- アメリカ軍によるドミニカ共和国占領 (1965年-1966年)
- チリ・クーデター
- コントラ戦争
- グレナダ侵攻
- パナマ侵攻

## 冷戦後のモンロー主義
2016年アメリカ合衆国大統領選挙に当選したドナルド・トランプ大統領はモンロー主義的・孤立主義的と選挙中から評されており、2018年に国連総会でグローバリズムを批判して「モンロー大統領以来、アメリカ合衆国は公式な政策として、この半球や自国の問題における外国の干渉を拒否してきた」と演説した。
トランプ政権で国家安全保障問題担当大統領補佐官に起用されたジョン・ボルトンは中南米諸国への介入に積極的な姿勢から公然とモンロー主義を掲げ、2019年3月に「我々はモンロー主義という言葉を使うことを恐れない」と述べており、同年4月にはマイアミで行われたピッグス湾事件関係者の集会で「今日、我々は万人の前で誇りをもってモンロー主義は健在であると宣言する」と演説した。

## その他
モンロー主義は、アメリカ合衆国の孤立主義政策の代名詞とされ、日本でも行政施策などで、特定団体が他者と協調しない独自の行為を「○○モンロー主義」と称することが多い。代表的なものにアジア・モンロー主義、市営モンロー主義などがある。しかし、モンロー主義という用語はアメリカ合衆国による中南米への介入主義的な姿勢に対して用いられることもある。日本でも比喩的表現が多々見られる（例：アジア・モンロー主義）。